# دانیله بوزگولی
دانیله بوزگولی (انگلیسی: Daniele Buzzegoli؛ زادهٔ ۷ مهٔ ۱۹۸۳) بازیکن فوتبال اهل ایتالیا است.
از باشگاه‌هایی که در آن بازی کرده‌است می‌توان به باشگاه فوتبال اسپتزیا، باشگاه فوتبال فیورنتینا، باشگاه فوتبال آسکولی، باشگاه فوتبال پیزا، باشگاه فوتبال امپولی، باشگاه فوتبال نووارا، و باشگاه فوتبال وارزه اشاره کرد.